# Сажич Йосип Симонович
Йосип Сажич (біл. Язэп Сажыч) (5 вересня 1917, Городечно, сьогодні Новогрудський район — 19 листопада 2007, Енн-Арбор, Мічиган, США) — білоруський громадсько-політичний діяч, військовик.

## Біографія
Під час німецько-польської війни 1939 потрапив у німецький полон. Потім вступив на обліково-економічний факультет Львівського університету. Пізніше повернувся до Білорусі, де брав участь в організації білоруських військових загонів.
З 1944 — в еміграції.
1950 року закінчив Марбурзький університет (ФРН), з дипломом лікаря та виїхав до США. Став одним із засновників відділу Білорусько-американського об'єднання в штаті Мічиган.
З 1953 — член Ради БНР. Заснував відділ Об'єднання білоруських ветеранів у Детройті, виконував обов'язки секретаря у справах ветеранів при Раді БНР.
У 1982—1997 — голова Ради БНР. У березні 1993 брав участь у святкуванні 75-ї річниці незалежності Білорусі у Мінську.
Помер 19 листопада 2007. Похований на білоруському кладовищі в Іст-Брансуїку (Нью-Джерсі, США).